# Сент-Утрий
Сент-Утри́й (фр. Saint-Outrille) — коммуна во Франции, находится в регионе Центр. Департамент — Шер. Входит в состав кантона Грасе. Округ коммуны — Вьерзон.
Код INSEE коммуны — 18228.

## География
Коммуна расположена приблизительно в 195 км к югу от Парижа, в 85 км южнее Орлеана, в 45 км к западу от Буржа.
На территории коммуны происходит слияние рек Фузон и Позон.

## Население
Население коммуны на 2008 год составляло 216 человек.
| 1962 | 1968 | 1975 | 1982 | 1990 | 1999 | 2008 |
| ---- | ---- | ---- | ---- | ---- | ---- | ---- |
| 273  | 284  | 294  | 288  | 259  | 203  | 216  |

## Администрация
| Период | Период | Фамилия       | Партия | Примечания |
| ------ | ------ | ------------- | ------ | ---------- |
| 2001   | 2008   | Жан-Пьер Бове |        |            |
| 2008   | 2014   | Лоран Жорж    |        |            |

## Экономика
В 2007 году среди 98 человек в трудоспособном возрасте (15—64 лет) 63 были экономически активными, 35 — неактивными (показатель активности — 64,3 %, в 1999 году было 52,2 %). Из 63 активных работали 55 человек (31 мужчина и 24 женщины), безработных было 8 (2 мужчин и 6 женщин). Среди 35 неактивных 5 человек были учениками или студентами, 18 — пенсионерами, 12 были неактивными по другим причинам.

## Достопримечательности
- Коллегиальная церковь Сент-Острежезиль (XI—XII века). Исторический памятник с 1886 года[3]
- Приходская церковь Сент-Утрий
  - Бронзовый колокол (XVI век). Исторический памятник с 1908 года[4]

## Фотогалерея

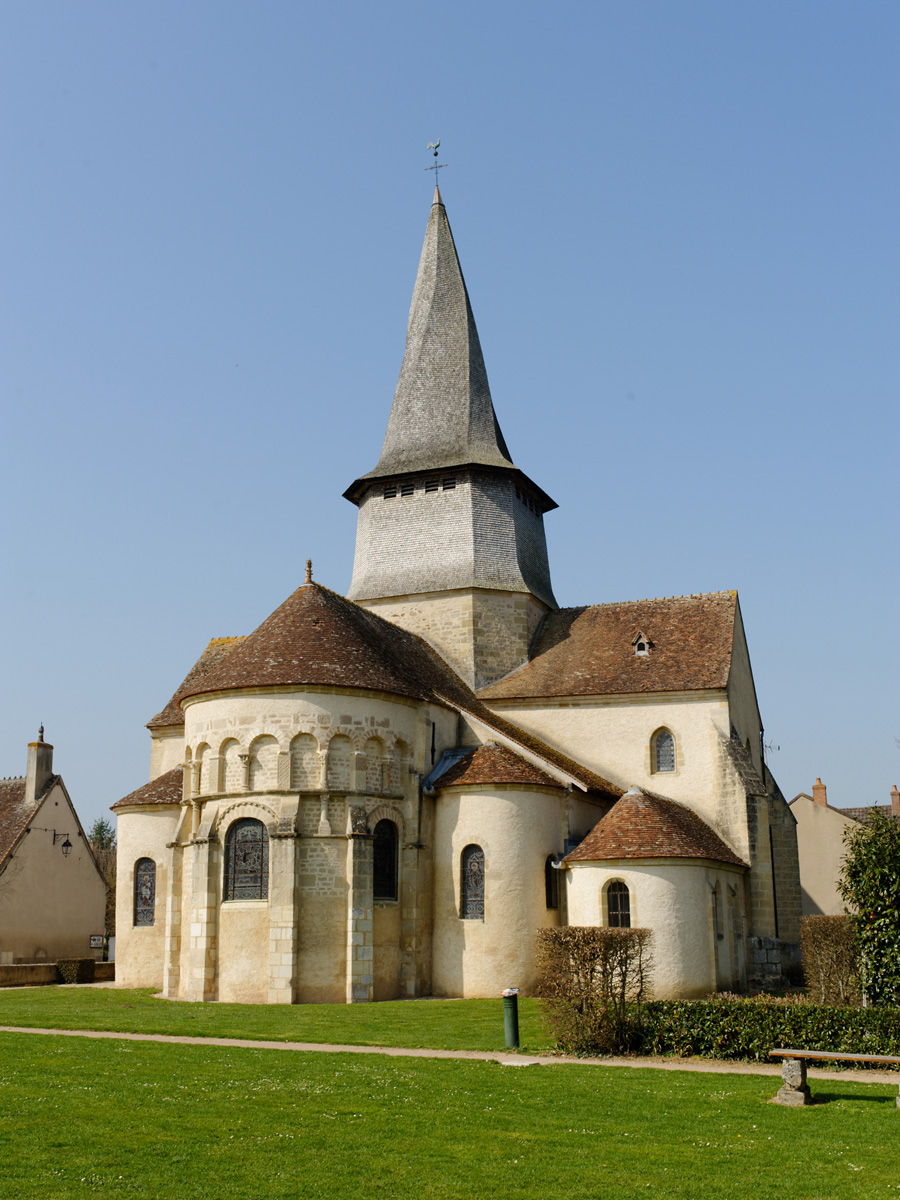
Коллегиальная церковь Сент-Острежезиль
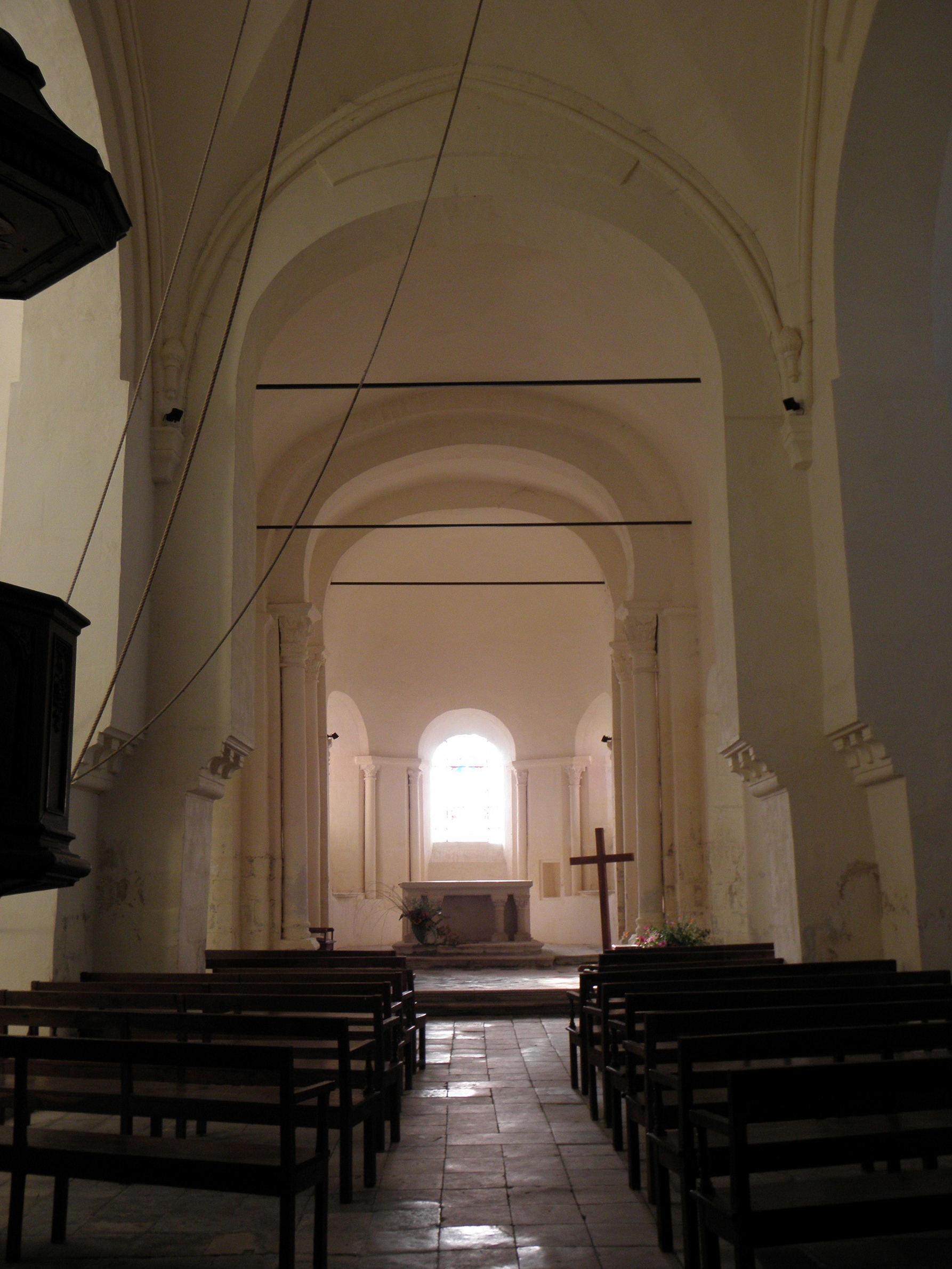
Интерьер церкви Сент-Острежезиль
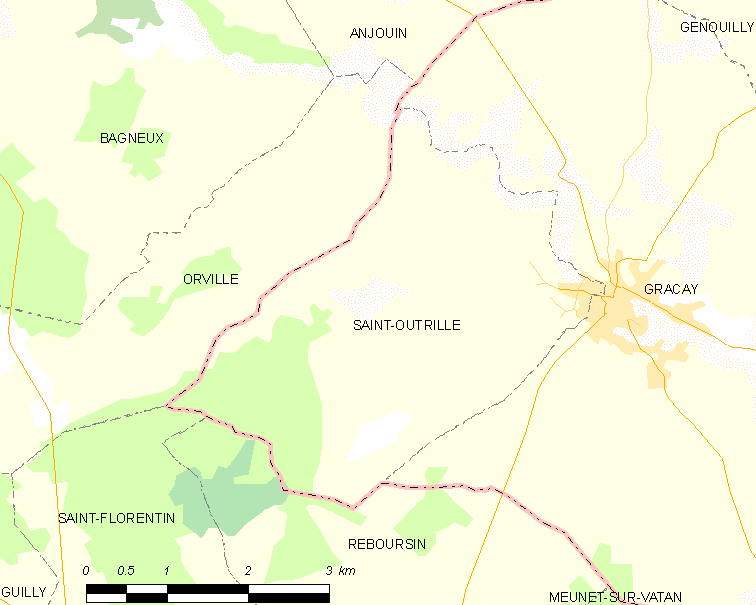
Карта коммуны